# Strocznikowate
Strocznikowate (Meruliaceae P. Karst.) – rodzina grzybów należąca do rzędu żagwiowców (Polyporales).

## Systematyka
Pozycja w klasyfikacji według Index Fungorum: Meruliaceae, Polyporales, Incertae sedis, Agaricomycetes, Agaricomycotina, Basidiomycota, Fungi.
Według aktualizowanej klasyfikacji Index Fungorum bazującej na Dictionary of the Fungi do rodziny tej należą rodzaje:
- Allophlebia C.R.S. de Lira, Gibertoni & K.H. Larss.
- Aegerita Pers. 1801
- Aurantiopileus Ginns, D.L. Lindner & T.J. Baroni 2010
- Aurantiporus Murrill 1905 – złotoporek
- Beccaria Cooke 1881
- Ceriporiopsis Domanski 1963 – woszczyneczka
- Climacodon P. Karst. 1881 – zębniczek
- Crustodontia Hjortstam & Ryvarden 2005
- Geesterania Westphalen, Tomšovský & Rajchenberg 2018
- Hermanssonia Zmitr. 2018
- Hydnophanerochaete Sheng H. Wu & C.C. Chen 2018
- Hydnophlebia Parmasto 1967
- Leptochaete Zmitr. & Spirin 2006
- Lilaceophlebia (Parmasto) Spirin & Zmitr. 2004
- Loweomyces (Kotl. & Pouzar) Jülich 1982
- Luteochaete C.C. Chen & Sheng H. Wu 2021
- Luteoporia F. Wu, Jia J. Chen & S.H. He 2016
- Mycoacia Donk 1931
- Mycoaciella J. Erikss. & Ryvarden 1978
- Noblesia Nakasone 2021
- Odoria V. Papp & Dima 2017
- Pappia Zmitr. 2018
- Phlebia Fr. 1821 – żylak
- Phlebiodontia Motato-Vásq. & Westphalen 2022
- Phlebiporia Jia J. Chen, B.K. Cui & Y.C. Dai 2014
- Physisporinus P. Karst. 1889 – zmiennoporek
- Sarcodontia Schulzer 1866 – kolcówka
- Scopuloides (Massee) Höhn. & Litsch. 1908 – kolcowoszczek
- Stereophlebia Zmitr. 2018[2].

Polskie nazwy na podstawie pracy Władysława Wojewody z 2003 r.